# Challenger de Milán 2021
El torneo Aspria Tennis Cup 2021 fue un torneo profesional de tenis. Perteneció al ATP Challenger Series 2021. Se disputó en su 15.ª edición sobre superficie tierra batida, en Milán, Italia entre el 21 al el 27 de junio de 2021.

## Jugadores participantes del cuadro de individuales
| Favorito | País                      | Jugador             | Rank1 | Posición en el torneo |
| -------- | ------------------------- | ------------------- | ----- | --------------------- |
| 1        | Bandera de Argentina      | Federico Coria      | 103   | FINAL                 |
| 2        | Bandera de Dinamarca      | Holger Rune         | 231   | Semifinales           |
| 3        | Bandera de Estados Unidos | Ulises Blanch       | 247   | Segunda ronda         |
| 4        | Bandera de Argentina      | Facundo Mena        | 249   | Primera ronda, retiro |
| 5        | Bandera de Portugal       | Gastão Elias        | 250   | Cuartos de final      |
| 6        | Bandera de Francia        | Tristan Lamasine    | 252   | Segunda ronda         |
| 7        | Bandera de Rusia          | Teymuraz Gabashvili | 256   | Primera ronda         |
| 8        | Bandera de Italia         | Gian Marco Moroni   | 260   | CAMPEÓN               |

- 1 Se ha tomado en cuenta el ranking del 14 de junio de 2021.

### Otros participantes
Los siguientes jugadores recibieron una invitación (wild card), por lo tanto ingresan directamente al cuadro principal (WC):
- Raúl Brancaccio
- Gian Marco Moroni
- Luca Vanni

Los siguientes jugadores ingresan al cuadro principal tras disputar el cuadro clasificatorio (Q):
- Duje Ajduković
- Jonáš Forejtek
- Orlando Luz
- Giulio Zeppieri

## Campeones

### Individual Masculino
- Federico Coria derrotó en la final a  Gian Marco Moroni, 6–3, 6–2

### Dobles Masculino
- Vít Kopřiva /  Jiří Lehečka derrotaron en la final a  Dustin Brown /  Tristan-Samuel Weissborn, 6–4, 6–0